# Маскатаљијата (Алесандрија)
Маскатаљијата је насеље у Италији у округу Алесандрија, региону Пијемонт.
Према процени из 2011. у насељу је живело 35 становника. Насеље се налази на надморској висини од 217 м.